# Ззиим, Дана
Дана Ззиим (англ. Dana Zzyym) — интерсекс-активист и бывший моряк, который был первым ветераном военной службы в США, обратившимся за получением паспорта с небинарным гендерным маркером.

## Биография
Ззиим сказал, что тот факт, что он был ребёнком военнослужащего, сделало невозможным его связь с квир-сообществом в юности из-за распространенности гомофобии в вооруженных силах. Родители Ззиим скрыли от своего ребёнка то, что он интерсекс. Ззиим обнаружил этот факт и то, что ему проводились операции в детстве, только после службы в военно-морском флоте.

## Правозащитная деятельность
Ззиим был активным сторонником Intersex Campaign for Equality.

## Судебное дело
Ззиим — первый ветеран военной службы США, который запросил паспорт с небинарным гендерным маркером. В свете отказа Государственного департамента признать соответствующий гендерный маркер, 27 июня 2017 года федеральный суд удовлетворил ходатайство Lambda Legal о возобновлении дела. 19 сентября 2018 года Окружной суд США по округу Колорадо запретил Государственному департаменту США полагаться на политику в отношении гендерных маркеров, рассматривающую только бинарную систему, при отказе в запрошенном паспорте.